# 범서고등학교
범서고등학교(凡西高等學校)는 대한민국 울산광역시 울주군 범서읍 구영리에 있는 공립 고등학교이다.

## 학교 연혁
- 2007년 12월 27일 : 범서고등학교 설립 인가
- 2008년 3월 1일 : 범서고등학교 개교 (1학년 12학급 494명 입학)
- 2008년 3월 5일 : 제1회 입학식(신입생 12학급 494명 입학)
- 2011년 2월 11일 : 제1회 졸업식(총 485명 졸업)
- 2013년 3월 1일 : 보통학급 30학급, 특수학급 2학급 인가
- 2016년 8월 29일 : 범서고등학교 교문(등용문) 신축
- 2017년 11월 30일 : 2018 수학나눔학교 운영학교 최종 선정
- 2017년 12월 27일 : 2018 고교학점제 선도학교 공모 선정
- 2018년 3월 22일 : 학생자치활동 중점학교 선정
- 2023년 9월 1일 : 제7대 안병태 교장 취임
- 2025년 2월 25일 : 제15회 졸업식(316명, 졸업생 총 5,590명)
- 2025년 3월 4일 : 제18회 입학식(신입생 10학급 314명 입학)

## 참고 자료
- 범서고등학교 - 한국교육학술정보원 학교알리미